# Фойхтмайер, Франц Йозеф
Франц Йозеф Фойхтмайер, также Фейхтмайр, или Фейхтмейр (нем. Franz Joseph Feuchtmayer Feichtmair, Feichtmayer; крещён 9 марта 1660, Вессобрунн, Бавария — 25 декабря 1718, Мимменхаузен близ Залема) — немецкий скульптор и стуккатор (лепщик-декоратор, мастер декора стукко) в стиле немецкого барокко, живописец и гравёр. Представитель известной семьи Фойхтмайеров.

## Жизнь и творчество
Франц Йозеф происходил из знаменитой семьи мастеров из Вессобрунна, Бавария, связанной с так называемой Вессобруннской школой скульпторов-декораторов, резчиков по дереву и камню, мастеров резных деревянных алтарей. Всего в этой местности насчитывали семнадцать семей под фамилией «Фойхтмайер».
Его родителями были Михаэль Фойхтмайер (1666— ?) и Мария, урождённая Шмуцер. Его брат Иоганн Михаэль Старший (1666— ?) и сын Йозеф Антон Фойхтмайер (1696—1770), принявший мастерскую в Мимменхаузене после смерти отца, также были скульпторами и лепщиками-декораторами.
Франц Йозеф работал в монастырях Верхней Австрии, жил в Линце (Австрия), затем в Шонгау (Бавария), а с 1706 года поселился в Мимменхаузене близ Залема, где работал в имперском аббатстве Залема. Вместе с братом Иоганном Михаэлем он создал скульптуры для хора монастыря Айнзидельн, а также кафедру и скульптуры для алтаря церкви аббатства Зайтенштеттен. Он также участвовал в реконструкции монастыря Залем, уничтоженного пожаром в 1697 году.

## Галерея

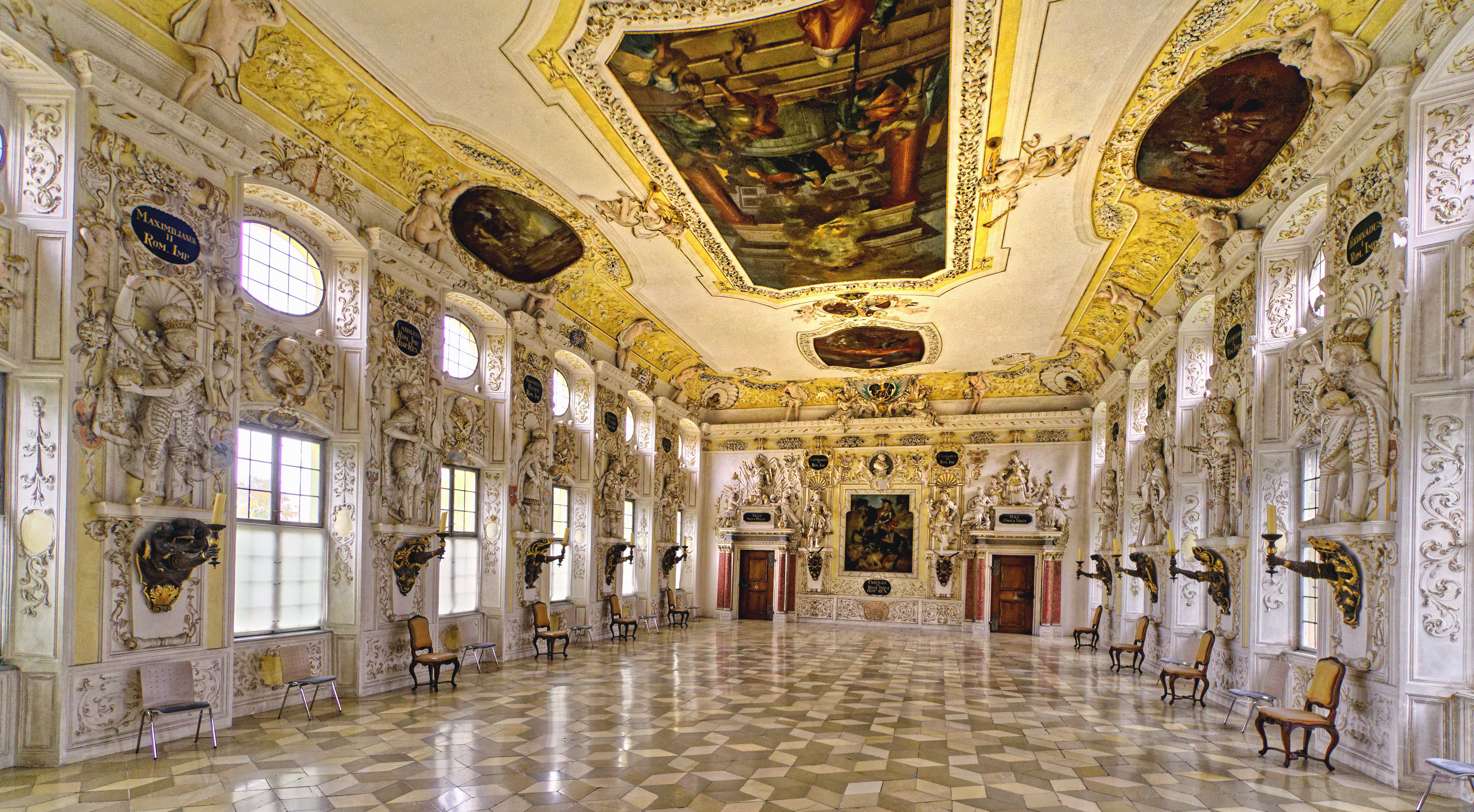
Шестнадцать фигур императоров Императорского зала в замке Залем
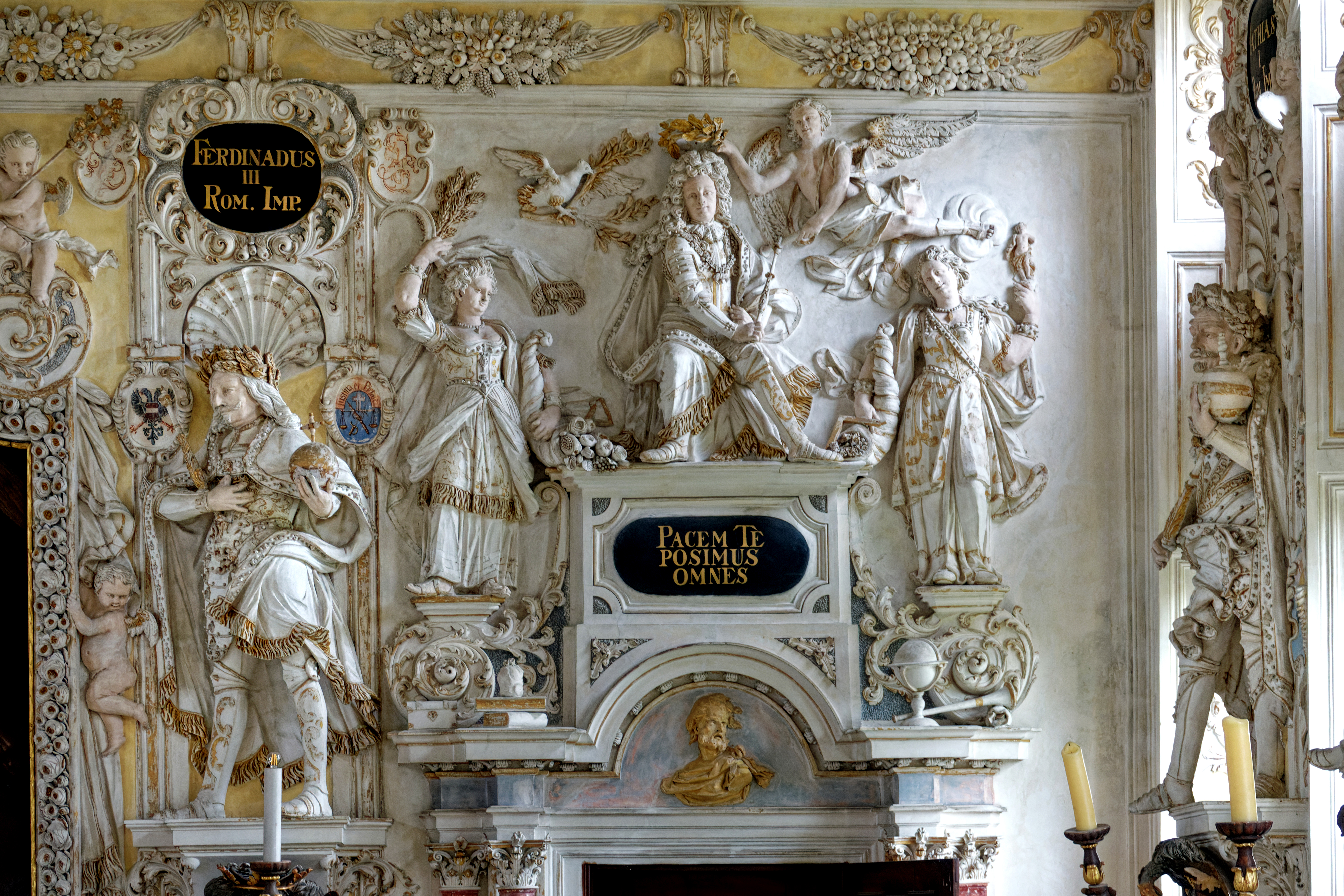
Деталь оформления Императорского зала
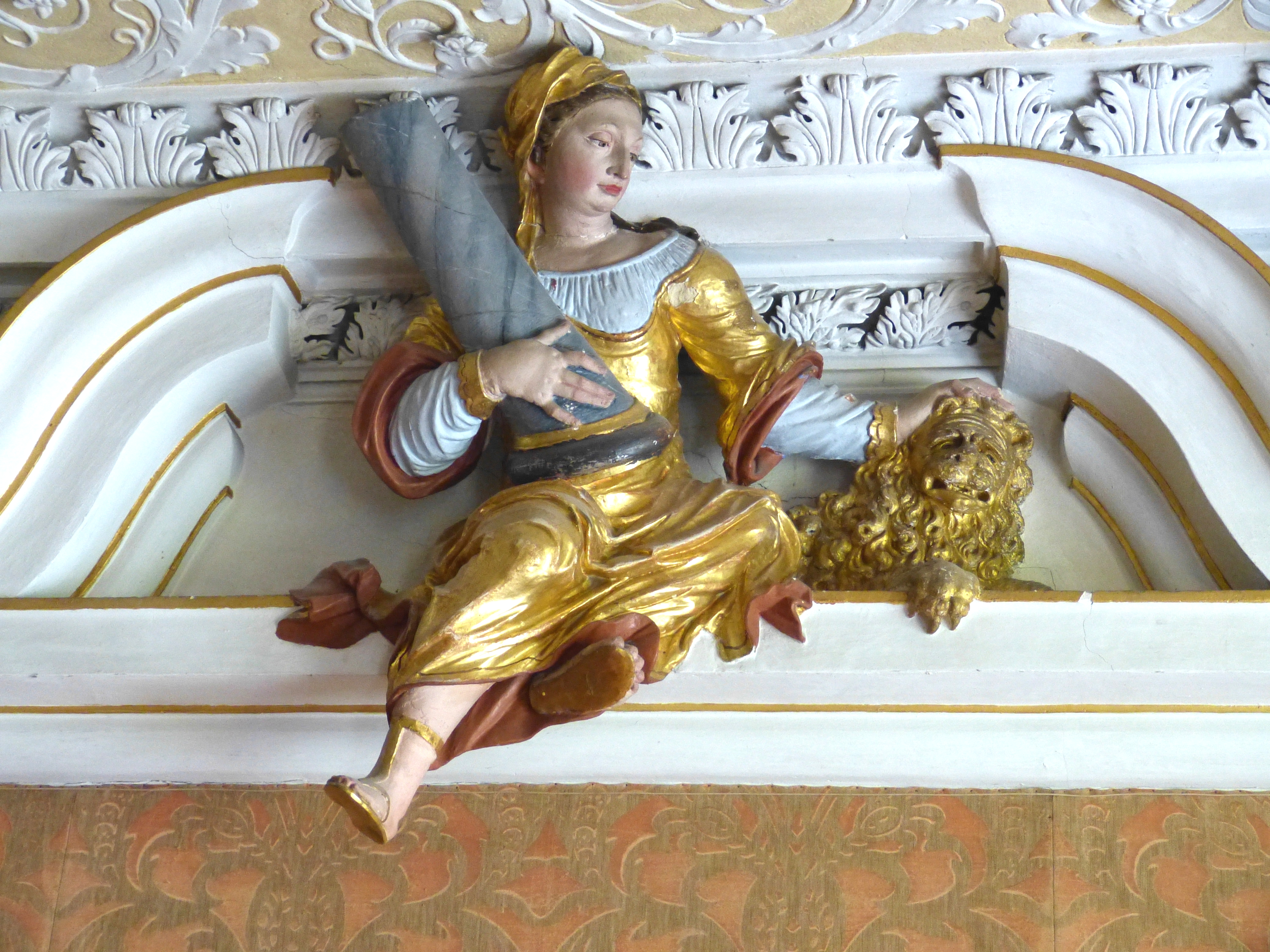
Аллегория храбрости. Зал аудиенций. Аббатство Залем, Баден-Вюртемберг. 1707
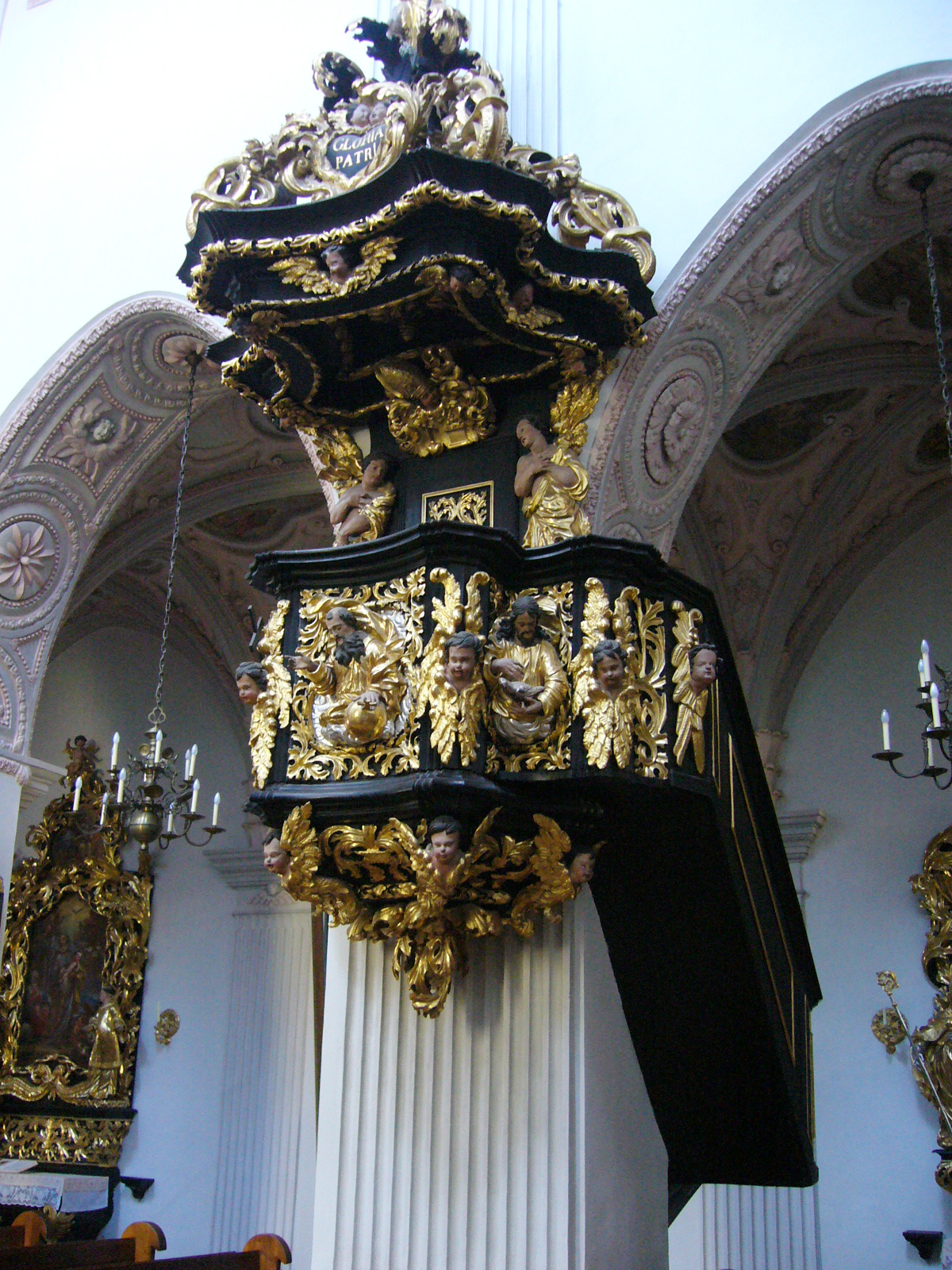
Кафедра. Церковь аббатства Зайтенштеттен, Австрия